# ویرجین هالیدی
ویرجین هالیدی (انگلیسی: Virgin Holidays) شرکت گردشگری بریتانیایی است، که در سال ۱۹۸۵ تأسیس شد.